# Tannenkirch
Tannenkirch ist der westlichste Stadtteil von Kandern in Markgräflerland und nach Einwohnerzahl der zweitgrößte. Der Ort liegt erhöht am Südhang der Hohen Schule und ist bekannt für seinen Weinanbau. Zu Tannenkirch gehören die Wohnplätze Gupf, Ettingen, Uttnach, und Kaltenherberg.

## Geographie und Lage
Tannenkirch besteht aus den haufendorfähnlichen Ortsteilen Ettingen und Uttnach, die zusammen mit dem Kern von Tannenkirch ein nahezu geschlossenes Besiedlungsgebiet bilden. Etwa einen Kilometer südwestlich liegt eigenständig der Ortsteil Gupf. Am Ortsrand von Tannenkirch kreuzen sich die beiden Kreisstraßen K6318 und K6345 (→ Liste der Kreisstraßen im Landkreis Lörrach). Über die K6318 ist Tannenkirch mit der rund zwei Kilometer westlich verlaufenden Bundesstraße 3 an das nationale Fernstraßennetz verbunden.

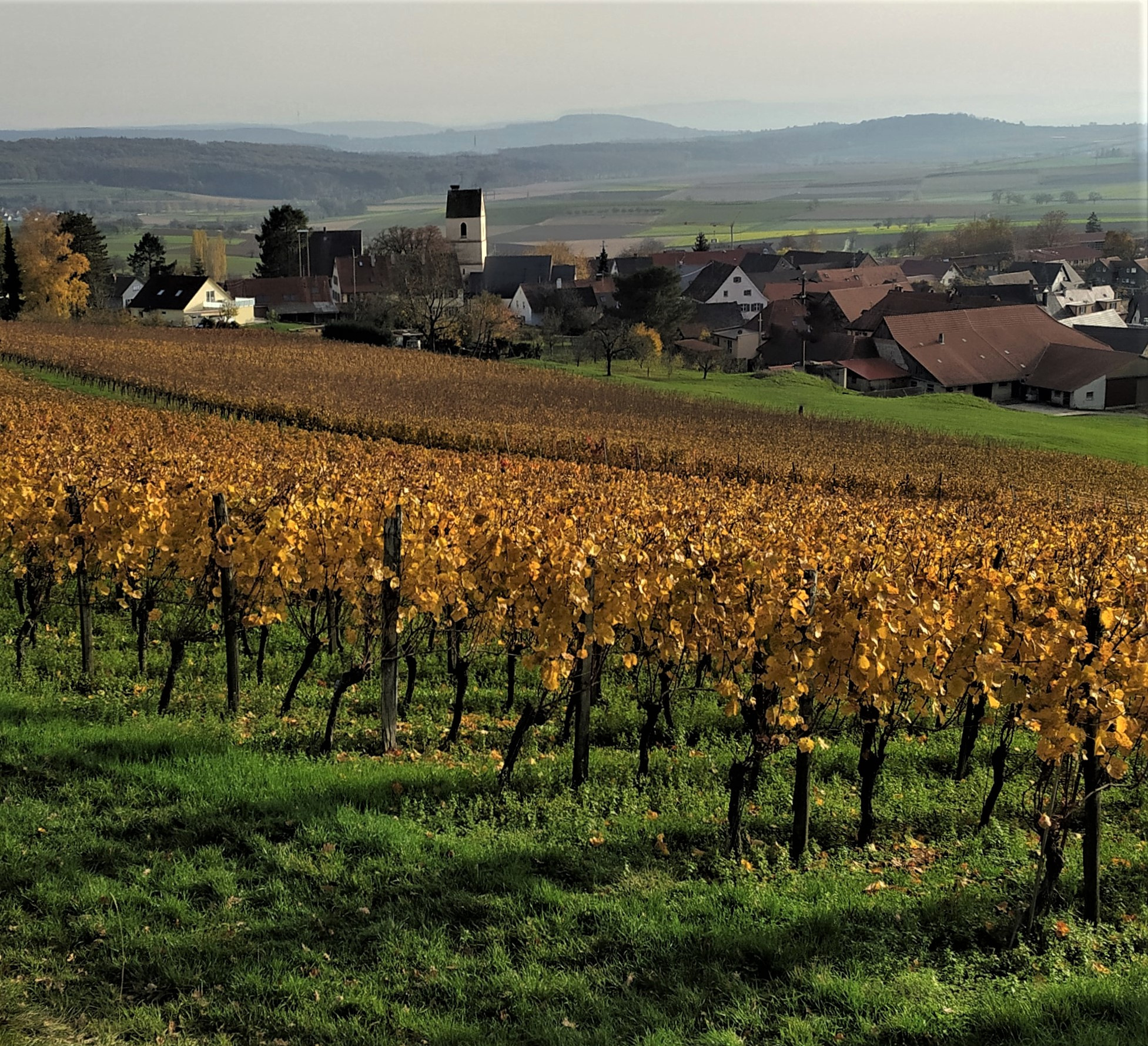
Blick übers Dorf

| Hertingen (Ortsteil von Bad Bellingen) | Liel (Ortsteil von Schliengen)              | Riedlingen (Stadtteil von Kandern) |
|                                        | Kompassrose, die auf Nachbargemeinden zeigt |                                    |
| Gupf (Ortsteil von Tannenkirch)        | Mappach (Ortsteil von Efringen-Kirchen)     | Holzen (Stadtteil von Kandern)     |

Tannenkirche befindet sich am Fuße eines bewaldeten Höhenrückens, der sich nördlich vom Ort auf bis zu einer Höhe von 472 m ü. NHN mit der Erhebung Hohe Schule erhebt. Die südlichen Ausläufer des Höhenzuges werden zum Weinanbau verwendet. Südwestlich von Tannenkirch erhebt sich der 375 m ü. NHN hohe Hüppberg, der ebenfalls dem Weinanbau dient. Südlich und westlich des Ortes gibt es keine markanten Erhebungen.

## Geologie
Für die Geologie der Gemarkung Tannenkirch ist eine von Hertingen über Tannenkirch und Holzen nach Hammerstein ziehende Verwerfung von größerer Bedeutung. Sie trennt zwei unterschiedliche Landschaftsräume: einerseits das Jurabergland im nordöstlichen Gemarkungsteil mit den Rebbergen und dem Wald der Hohen Schule und andererseits die lössbedeckten Tertiärhügel mit den Ackerfluren im Südwesten.
Im nordöstlich der genannten Störungslinie befindlichen Kanderner Jurabergland haben sich als Randschollen des Oberrheingrabens Schichten des Deckgebirges erhalten, die einst auch das Gebiet des Schwarzwaldes bedeckten, dort aber bei dessen Aufsteigen in der Tertiärzeit längst der Abtragung anheimgefallen sind. Es handelt sich um Ober- und Mitteljurakalke und -mergel. Den Untergrund der Hohe Schule-Tafel bildet der massige helle Korallenkalk (Oxford), den man am Weg zum Schützenhaus antrifft. Diese Korallenkalktafel der Hohen Schule steigt ostwärts leicht an, so dass am Rebhang unter Ober Berg die unterlagernden Mitteljuraschichten erscheinen. Eine kleine Nord-Süd-Verwerfung zwischen Pflanzer und Erzberg verstärkt diese Anhebung. Diese Mitteljurasedimente (Bath und Callov) werden heute als Kandern-Formation klassifiziert. Ihre vorwiegend weichen, tonig-mergeligen Schichten konnten leicht abgetragen werden, so dass zwischen Riedlingen und Uttnach eine Ausräumzone entstand, in welcher der Hüppberg (mit einer, ebenfalls tonigen, Oberjurakappe) nur als ein sanft gerundeter Hügel in Erscheinung tritt.
Die Mitteljuraschichten sind weithin unter einer Lehmdecke, zum Teil unter Löss (am Hüppberg) oder Lösslehm (Auf dem Hühner) verborgen. Auch die Hohe Schule ist von lössführendem Lehm bedeckt. Darunter schürfte man bis um die Mitte des 19. Jahrhunderts nach Bohnerzen. Die Spuren dieses Bergbaus, Gruben (Pingen), Stollen, Abraumhalden, sind auf der Hohen Schule nicht zu übersehen. Bohnerze sind erbsen- oder bohnenförmige Eisenkonkretionen, die bei der Verwitterung eisenhaltigen Kalkgesteins in der frühen Tertiärzeit entstanden sind. Eingelagert sind sie in gelbbraune bis tiefrote Tone, die oft auch als Spaltenfüllung im verkarsteten Korallenkalk zu beobachten sind. Nach den Bohnerzen wurde einst von Auggen, über Schliengen, Liel bis zur Hohen Schule und dem Holzener Behlen geschürft.
Südlich der eingangs erwähnten Verwerfung sind die Juragesteine tief versenkt und von Schichten der tertiären Rheingrabenfüllung überdeckt. Diese bilden unter einer Lössdecke den Untergrund des ganzen südlichen Markgräflerlandes. (Nur am Isteiner Klotz treten die Jurakalke noch einmal in der Landschaft in Erscheinung.) Der fruchtbare Löss, Feinstmaterial, das in den Kaltzeiten aus den Schotterfeldern des Rheines ausgeblasen und im Umland deponiert wurde, macht diesen Gemarkungsteil zur idealen Ackerbaulandschaft. Hier befinden sich die Ortsteile Gupf und Kalte Herberge. Auch Ettingen liegt noch in der Lösslandschaft, nahe der Verwerfung. Uttnach dagegen wird von dieser durchquert. Die mit abgeschwemmtem Löss(-Lehm) erfüllten Tälchen (Fehrbachgraben, Flösch, Meiermatt u. a.) wurden traditionell als Dauergrünland genutzt.

## Geschichte
Auf der Gemarkung von Tannenkirch gab es zahlreiche Funde aus der Jungsteinzeit (um 5000 v. Chr.). Steinbeile, Gegenstände aus Feuerstein und Keramik lassen „ausgedehnte Siedlungsareale“ vermuten.
Erste urkundliche Erwähnung war 1179, als in einer päpstlichen Bulle die Kirche erwähnt wird („Ecclesia de Tannenkilch“). Nach der Bürgler Chronik wurde bereits 1138 dem Kloster Bürgeln ein Weinberg in Tannenkirch geschenkt. Im Jahr 1184 war das Cluniazenser-Priorat St. Ulrich Patronatsherr der Gemeinde. Die Kirche Tannenkirchs wurde 1223 als Pfarrkirche genannt („plebanus de Tannenkirch“). 1388 wurde der Ort Markgraf Rudolf III. durch den Bischof von Basel als Kirchenzehnten belehnt. Seit 1503 gehörte Tannenkirch zur Markgrafschaft Baden und nach deren Teilung zur Markgrafschaft Baden-Durlach und teilte deren Schicksal.

### Kaltenherberg als Verkehrsknotenpunkt

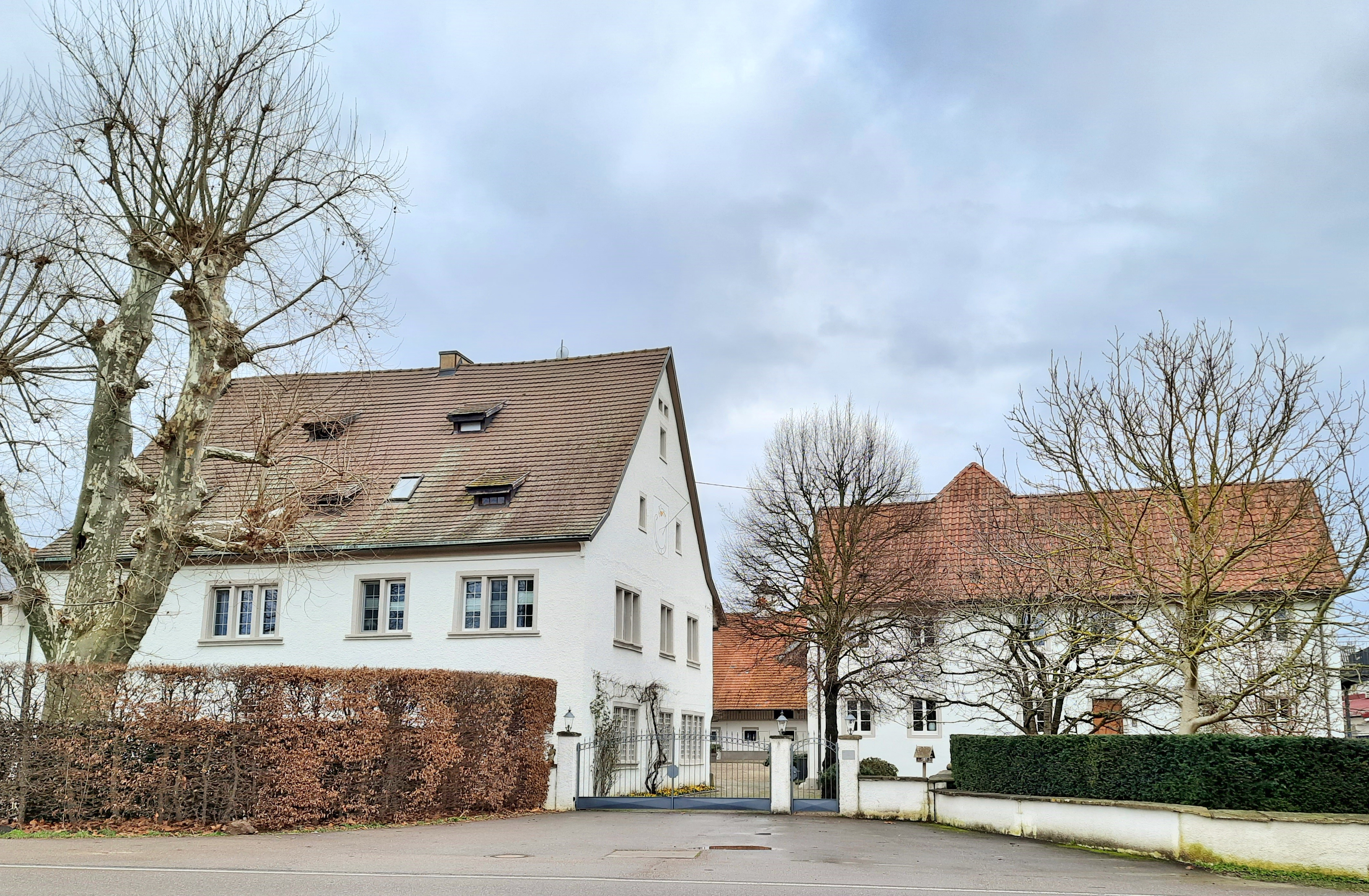
Hofgut Kaltenherberge

Das Hofgut Kaltenherberge im Nordwesten der Gemarkung war über Jahrhunderte (spätestens seit dem 17. Jahrhundert) eine wichtige Post- und Vorspannstation, wo die Fuhrleute vor dem Anstieg auf den nördlich der Kalten Herberg liegenden Schliengener Berg die Pferde wechseln und zusätzliche vorspannen konnten. Der Fund römischer Mauerreste wurde so interpretiert, dass hier schon eine Römerstraße verlief und das Hofgut über einer villa rustica erbaut sein könnte.
Im 18. Jahrhundert führten zwei Straßen von Süden zur Kaltenherberge. Einerseits die Alte Poststraße von Lörrach über die Lucke, Rümmingen, Schallbach und Mappach und andererseits die Alte Basler Straße von Basel über Eimeldingen und die Pritsche. Außer der Poststation mit zahlreichen Pferden gab es die Gastwirtschaft Zum Lamm und eine Metzgerei. Die Poststation war nicht nur der Haltpunkt der Postkutschen, sondern auch eine Postverteilstation von und zu der Postreiter auf verschiedenen Routen die Verbindung herstellten. Die Reichspost-Route von Frankfurt über Kehl nach Basel verlief über die Kalte Herberge.
Mit dem Bau der Rheintalbahn bis Efringen (1848) verlor die Kaltenherberge ihre verkehrstechnische Bedeutung, das Gasthaus und die Poststation wurden geschlossen.
Das Hofgut liegt heute an der Bundesstraße  nahe der Stelle, wo der Haselbach die Bundesstraße unterquert.
In den Jahren 2018/2019 wurden fünf neue Gebäude errichtet, darunter zwei Pferdebewegungshallen. Neben dem Reit- und Zuchtbetrieb, wird auf dem Gelände heute Ackerbau betrieben.

### Der Versammlungsplatz der Markgräfler Bauernschaft

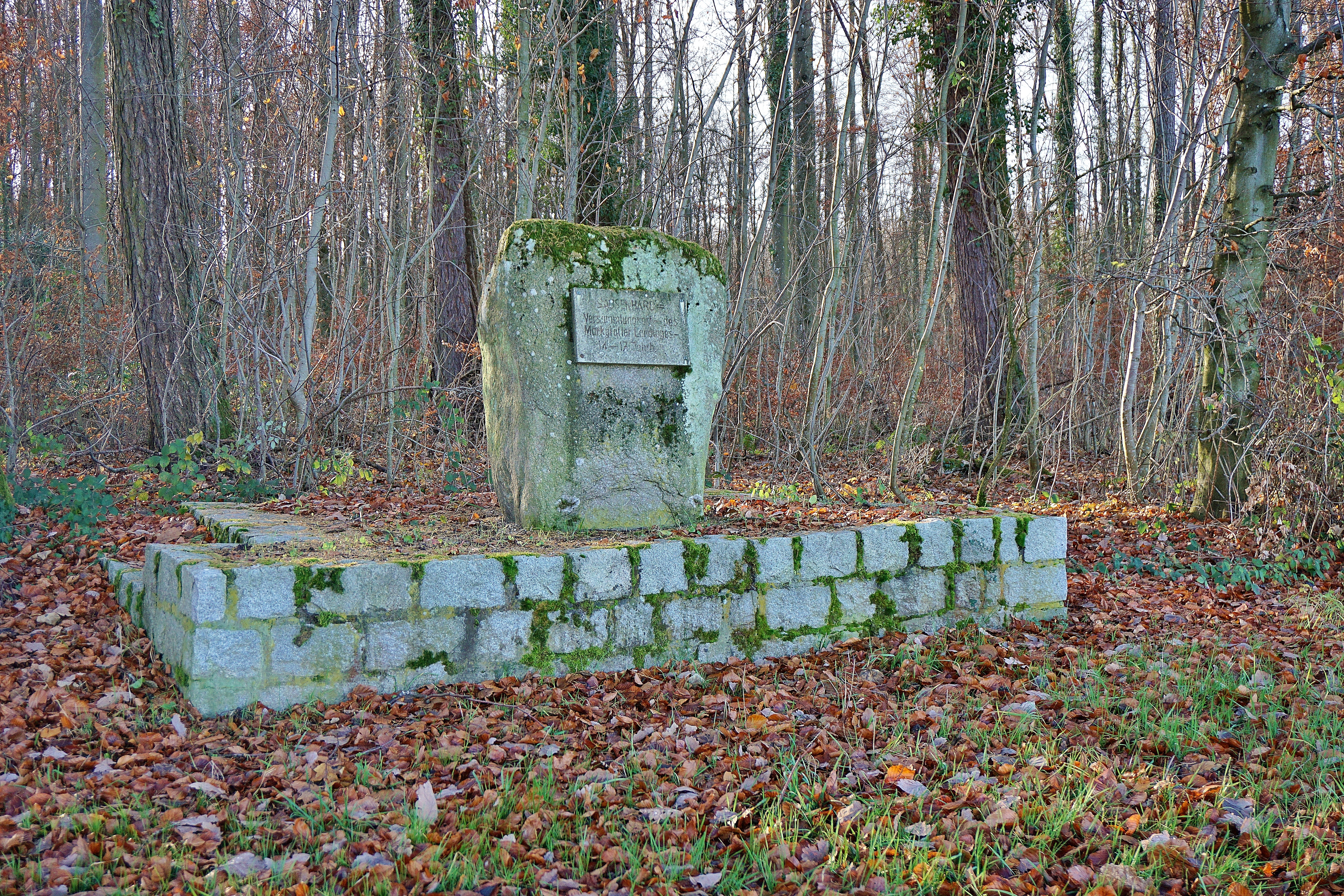
Der Sausenhard-Gedenkstein markiert das Gelände auf dem sich im 14.–17. Jahrhundert die Landschaft (bäuerlichen Landstände) der Herrschaft Rötteln und der Landgrafschaft Sausenberg versammelt haben.

Die Versammlung der Markgräfler Landstände (Landschaft genannt) erfolgte auf dem Sausenhard einer großen, leicht ansteigenden Mulde im Feld zwischen Mappach und Tannenkirch (Ortsteil Gupf) auf dessen Gemarkung das Feld liegt. Noch heute bestehen die Gewannnamen Auf dem äußeren Sausenhart und Auf dem inneren Sausenhart. Von alters her soll einer der Landgerichtsplätze im südlichen Breisgau bei Schliengen gewesen sein. Nachdem die Rechte über Schliengen lange Streitpunkt zwischen den Markgrafen von Hachberg-Sausenberg und den Fürstbischöfen von Basel waren, wurde der Landgerichtsplatz auf den Sausenhart verlegt, wo das Gericht schon 1356 tagte. Die Versammlung der Landschaft fand dann später auf diesem Landgerichtsplatz statt.
Ausgehend von einer beim Hebelschoppen entstandenen Idee wurde am 9. Juli 1976 vom Schwarzwaldverein Kandern auf dem Sausenhard  ein Moränenfindling aus Kaltenbach als Gedenkstein aufgestellt und mit einer Tafel versehen. Die Tafel trägt die Inschrift: „SAUSENHARD = Versammlungsort - des Markgräfler Landtages - 14. - 17. Jahrh.“ Eine zusätzliche Informationstafel des Schwarzwaldvereins zeigt die wichtigsten Daten der Landschaft. Anlass für die Errichtung des Gedenksteins war die 1200-Jahr-Feier von Kandern.

### Zuordnung zu Verwaltungsbezirken
Verwaltungsmäßig gehörte die Vogtei Tannenkirch (mit Ettingen, Gupf, Uttnach, Kaltenherberge) zum Sausenharder Viertel des Oberamts Rötteln. Von 1805 bis 1810 war Tannenkirch beim Bezirksamt Schliengen angesiedelt und danach bis zu dessen Auflösung (1819) beim Bezirksamt Kandern. Seither war Tannenkirch bis 1936 dem Bezirksamt Lörrach zugeordnet und kam dann zum Bezirksamt Müllheim, das 1939 zum Landkreis wurde. Mit der Kreisreform 1973 wurde der Landkreis Müllheim aufgelöst und Tannenkirch dem Landkreis Lörrach zugeordnet.
Am 1. März 1974 wurde Tannenkirch in die Stadt Kandern eingegliedert.

## Politik

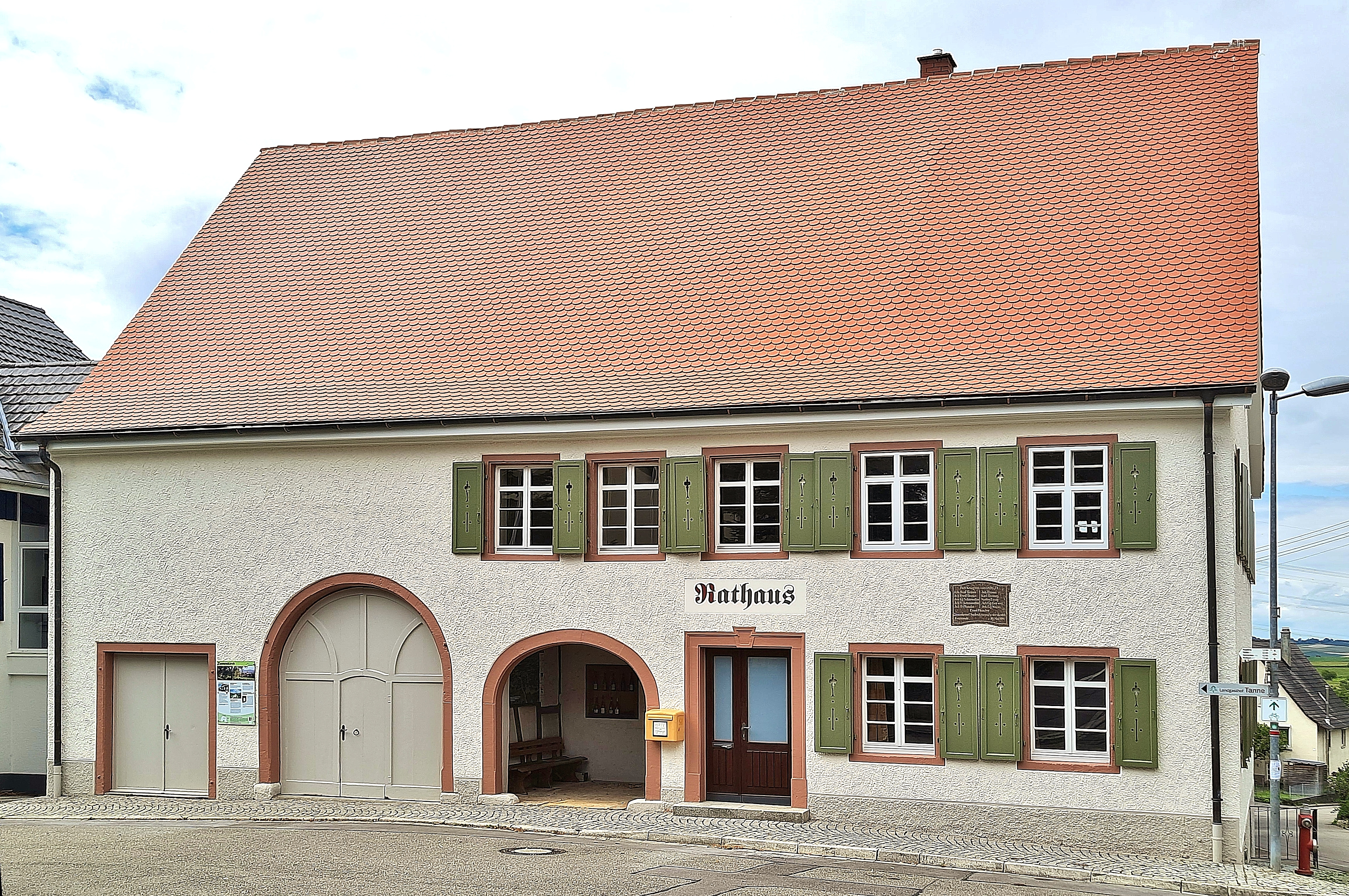
Ehemaliges Rathaus von Tannenkirch und heutiger Sitz der Ortsverwaltung und des Küfermuseums.

Tannenkirch ist seit 1. März 1974 ein Stadtteil von Kandern. Kandern hat eine Ortschaftsverfassung und der Stadtteil Tannenkirch besteht aus den Ortsteilen Tannenkirch, Ettingen und Gupf.

### Ortschaftsrat
Tannenkirch hat einen Ortschaftsrat, dem acht Mitglieder angehören. Im Gemeinderat von Kandern (insgesamt 18 Mitglieder) ist Tannenkirch aufgrund der unechten Teilortswahl mit zwei Sitzen vertreten.

### Wappen
Die Blasonierung des Wappens lautet: „In Silber auf grünem Schildfuß in Seitenansicht eine rote Kirche zwischen je einer grünen Tanne.“ Das redende Wappen wurde 1905 von der Gemeinde angenommen.

## Bevölkerung und Religion

### Einwohner
Die Zahl der Einwohner Tannenkirchs entwickelte sich wie folgt:
| Jahr | Einwohner |
| ---- | --------- |
| 1852 | 796       |
| 1871 | 862       |
| 1880 | 794       |
| 1890 | 771       |
| 1900 | 753       |
| 1910 | 735       |
| 1925 | 733       |

| Jahr | Einwohner |
| ---- | --------- |
| 1933 | 672       |
| 1939 | 624       |
| 1950 | 753       |
| 1956 | 788       |
| 1961 | 750       |
| 1970 | 747       |
| 2015 | 948       |

| Jahr | Einwohner |
| ---- | --------- |
| 2019 | 924       |
| 2020 | 957       |
| 2021 | 983       |
| 2022 | 972       |
| 2023 | 978       |

### Religionen

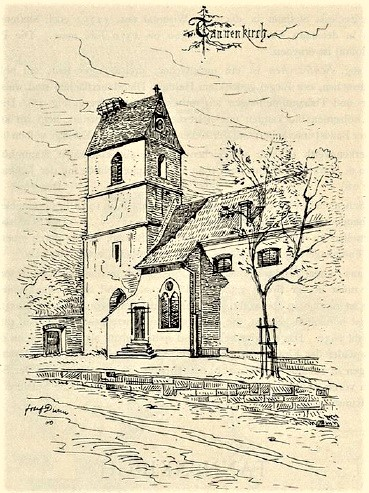
Mathiaskirche Tannenkirch 1901 mit dem alten Kirchenschiff.

Im Zuge der Reformation im Markgräflerland wurde in Tannenkirch – wie in der gesamten Markgrafschaft Baden-Durlach – 1556 die Reformation durchgeführt. Seither ist das Dorf überwiegend evangelisch geprägt.
Die Zugehörigkeit zu den Religionsgemeinschaften verteilte sich in der Vergangenheit wie folgt:
| Religionszugehörigkeit in Tannenkirch | Religionszugehörigkeit in Tannenkirch | Religionszugehörigkeit in Tannenkirch | Religionszugehörigkeit in Tannenkirch |
| Jahr                                  | Religion                              | Religion                              | Religion                              |
| ------------------------------------- | ------------------------------------- | ------------------------------------- | ------------------------------------- |
|                                       | evangelisch                           | katholisch                            | sonstige                              |
| 1858                                  | 96,7 %                                | 3,3 %                                 | 0,0 %                                 |
| 1925                                  | 95,5 %                                | 4,2 %                                 | 0,3 %                                 |
| 1950                                  | 96,3 %                                | 2,8 %                                 | 0,9 %                                 |
| 1961                                  | 96,0 %                                | 3,6 %                                 | 0,4 %                                 |
| 1970                                  | 96,4 %                                | 3,1 %                                 | 0,5 %                                 |

## Bauwerke und Sehenswürdigkeiten

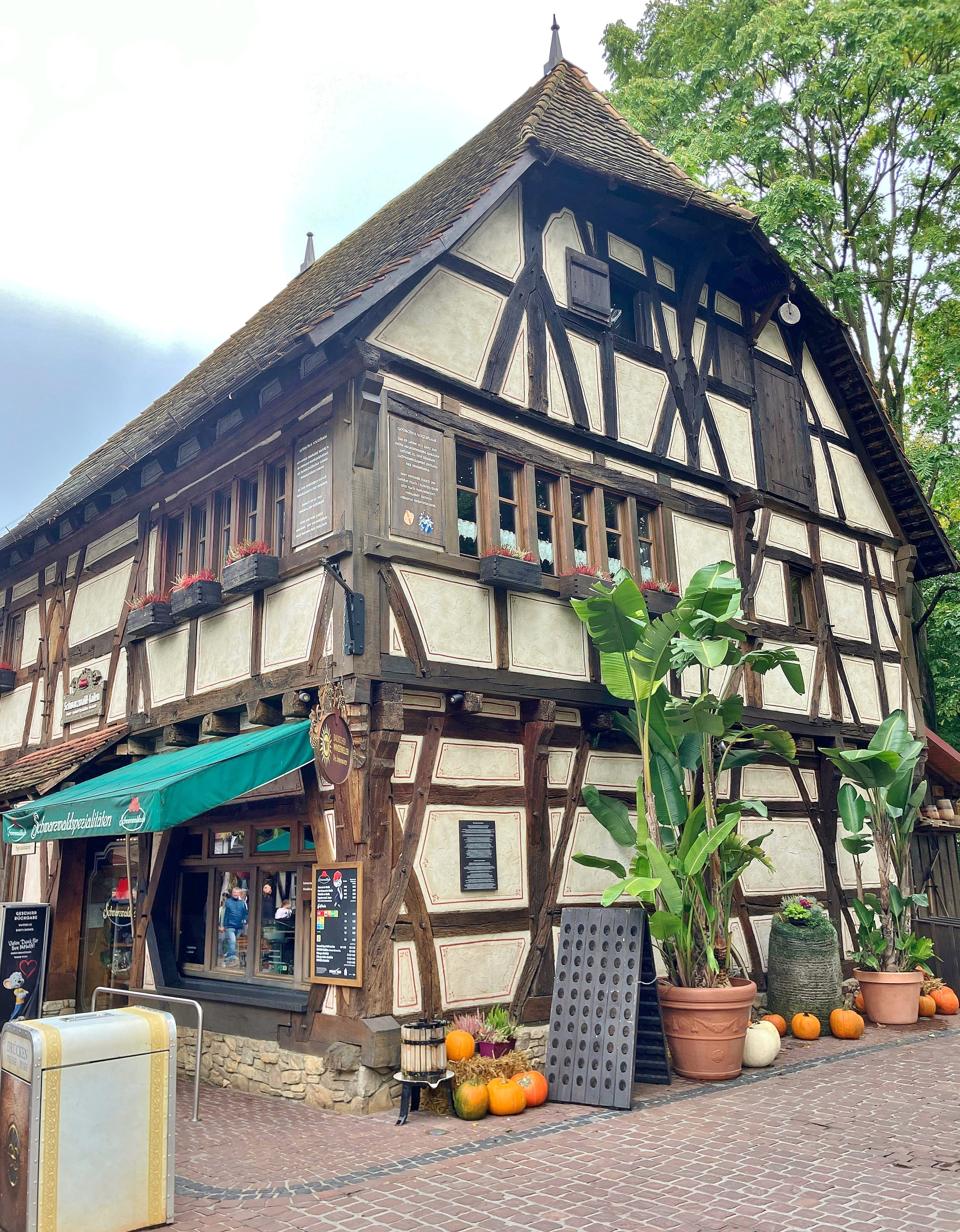
Ein Stück Tannenkirch im Europa-Park Rust.

Im Ortskern beginnt ein 5 km langer Rundwanderweg (Steingäßle-Weg) durch die Weinberge des Orts. In Tannenkirch werden die Rebsorten Gutedel, Müller-Thurgau und Silvaner auch der Blaue Spätburgunder sowie der Regent angebaut.
Im Rathaus von Tannenkirch befindet sich ein Museum für das Küfer-Handwerk. Gegenüber dem Rathaus steht die Evangelische Pfarrkirche Tannenkirch (Matthiaskirche), welche aus einem mittelalterlichen Chorturm und einem 1973 neu erbauten Kirchenschiff besteht.
Für ein Fachwerkhaus aus dem Tannenkircher Ortsteil Ettingen wurde aufgrund dendrochronologischer Untersuchungen das Baujahr 1474 ermittelt. 2006 übernahm der Europa-Park Rust die Restaurierung des vom Verfall bedrohten Hauses und stellte es 2007 im deutschen Themenbereich als Vogtshaus mit einem Laden für Schwarzwälder Spezialitäten wieder auf.

## Literatur

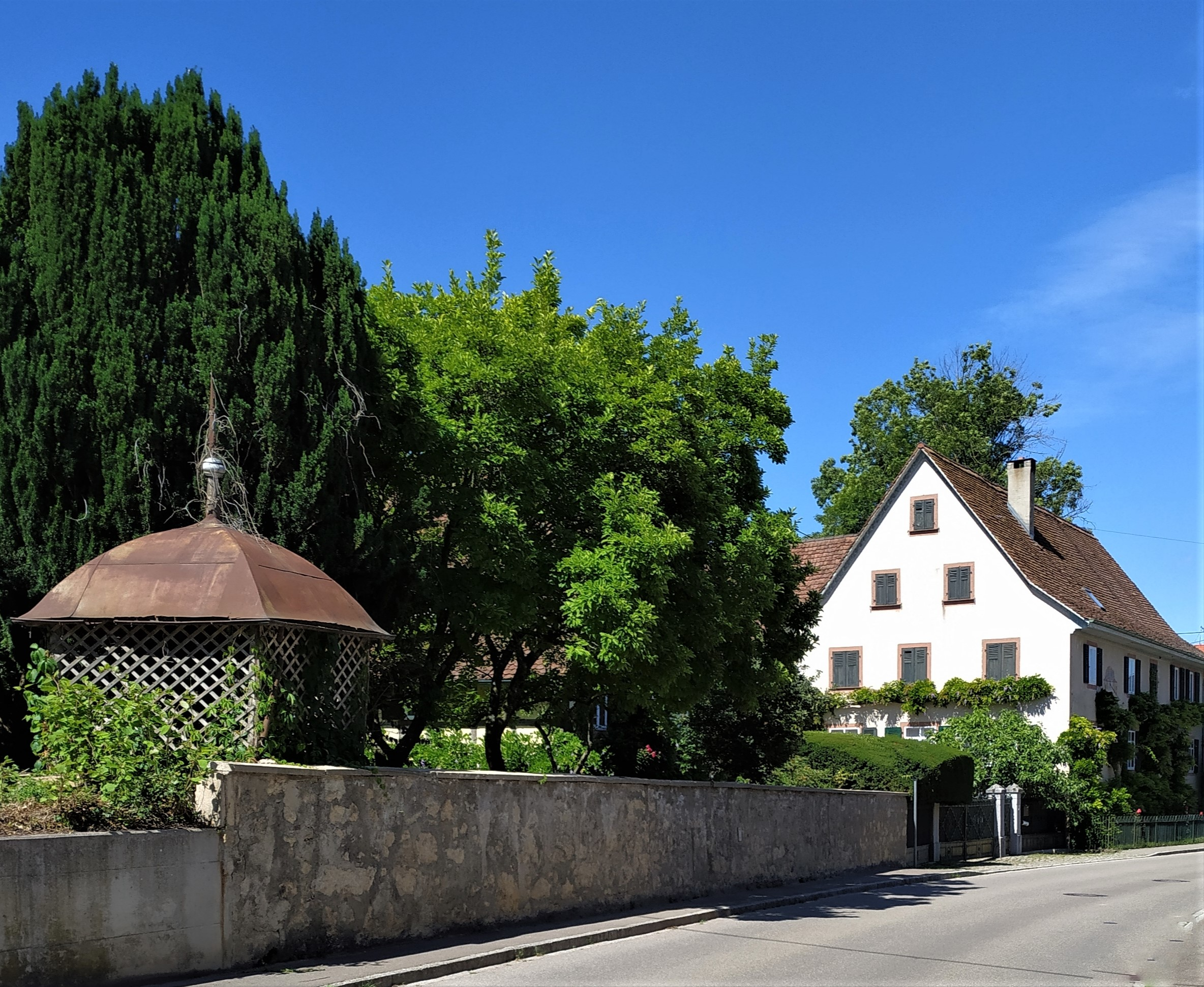
Ortsbild Tannenkirch